# Noureddine Hamiti
Noureddine Hamiti (en arabe : نور الدين حميتي) est un footballeur international né le 19 décembre 1942 à Alger et mort le 27 avril 2025 dans la même ville. Il joue au poste de milieu de terrain. 

## Biographie
Noureddine Hamiti est titulaire d’un doctorat d'État de 3e cycle en chimie nucléaire, délivré par la faculté des sciences de Paris. Tout au long de sa carrière, il a exercé de hautes fonctions au sein de l’un des ministères les plus stratégiques de l’État[Lequel ?], où il a assumé d’importantes responsabilités en tant que haut fonctionnaire. Il a notamment occupé le poste d’Inspecteur général au sein du ministère de l'Énergie et des Mines.

### En club
Noureddine Hamiti évolue en première division algérienne avec son club formateur du CR Belouizdad ou il a remporté de nombreux titres avec le CRB.

### En équipe nationale
Noureddine Hamiti reçoit six sélections en équipe d'Algérie. Il joue son premier match avec les verts le 7 septembre 1967, contre la France (défaite 1-3). Son dernier match a lieu le 27 décembre 1970, contre le Maroc (défaite 3-0).
Il participe avec l'Algérie aux Jeux Méditerranéens 1967 a Tunis.

## Palmarès
| CR Belouizdad - Championnat d'Algérie (4) : - Champion : 1964-65, 1965-66, 1968-69 et 1969-70. - Coupe d'Algérie (3) : - Vainqueur : 1965-66, 1968-69 et 1969-70. |  | - Coupe du Maghreb des clubs champions (3) : - Vainqueur : 1969-70, 1970-71 et 1971-72. - Finaliste : 1972-73. |